# バプテスマ
バプテスマ（ギリシア語: βάπτισμα　baptisma）とは、キリスト教の礼典の一つである儀式のことで、バプテスト教会を含むプロテスタントが用いる日本語訳聖書における訳語である。訳語の一つとして「浸礼」がある。

## 聖書
聖書において、バプテスマのヨハネはイエス・キリストについて次のように宣べている。
『文語訳聖書』、『口語訳聖書』、『現代訳聖書』などの訳では「バプテスマ」と表記されているが、『新共同訳聖書』は「洗礼」と表記した上でルビに〔バプテスマ〕と振っている。

## バプテスト教会
バプテスト教会は幼児洗礼を否定し、信仰を告白した者のみがバプテスマを受ける資格があると主張する。

## 福音派
福音派では新生した者のみがバプテスマを受ける資格があると認め、洗礼による新生を退ける。